# Pensjonat „Warszawianka”
Pensjonat „Warszawianka” – zabytkowy, modernistyczny budynek w Żegiestowie Zdroju wybudowany wg. projektu prof. Adolfa Szyszko-Bohusza w latach 1927 – 1930. Wpisany w 1992 do rejestru zabytków województwa małopolskiego.

## Historia
Luksusowy pensjonat został wybudowany na zlecenie krakowskiego adwokata, Adolfa Urbana . Właściciel użytkował obiekt do 1945 roku. Po II wojnie światowej pensjonat trafił pod zarząd Ministerstwa Obrony Narodowej i był wykorzystywany jako dom wypoczynkowy dla wojska. Zmiany systemowe po 1989, spowodowały, że spadkobiercy Adolfa Urbana odzyskali obiekt i w 2006 sprzedali go w stanie ruiny firmie Cechini. Po przejęciu obiektu w 2009 budynek został odbudowany. Obecnie: Hotel Cechini Warszawianka